# Jacques Saurel
Jacques Saurel (Parigi, 19 febbraio 1933 – 28 marzo 2023) è stato un superstite dell'Olocausto e scrittore francese, di origine ebraica, autore di un libro di memorie sulla sua esperienza di bambino dell'Olocausto come deportato al campo di internamento di Drancy e a quello di Bergen-Belsen.

## Biografia
Jacques Saurel nasce a Parigi nel 1933 con il nome di Jacques Szwarcenberg da genitori ebrei, nati in Polonia ed emigrati entrambi da bambini in Francia con le loro famiglie. I genitori, sposatisi nel 1930, lavoravano insieme in una pelletteria a Parigi. Allo scoppio della seconda guerra mondiale il padre combatte nelle file dell'esercito francese e viene fatto prigioniero dai tedeschi il 26 giugno 1940. Jacques, la madre e il fratello e la sorella minori sono soggetti alle leggi razziali, ma al contrario dei loro numerosi parenti sono protetti dalla deportazione nei campi di sterminio dallo status di prigioniero di guerra del padre, regolato dalla convenzione di Ginevra. Ai primi di febbraio del 1944 Jacques e la sua famiglia sono arrestati e condotti al Campo di internamento di Drancy. Ai primi di maggio sono deportati in Germania per essere internati nel campo di concentramento di Bergen-Belsen, in una sezione speciale (chiamata la "Stella d'oro") riservata a ebrei destinati ad essere scambiati con internati civili tedeschi. Tra gli prigionieri, provenienti da paesi diversi, ci sono numerosi bambini. 258 sono i deportati dalla Francia, tra cui 77 bambini.
Le condizioni di vita nel campo peggiorano drammaticamente nell'autunno 1944. Per gli adulti c'è ora il lavoro coatto, mentre con l'arrivo di migliaia di prigionieri provenienti dai campi dell Polonia scarseggiano le razioni alimentari e le condizioni sanitarie precipitano. Si decide di trasferire i circa 7.000 ebrei della sezione speciale con dei convogli ferroviari al campo di concentramento di Theresienstadt nella convinzione che essi possano ancora essere utili come "merce di scambio". Jacques parte con il terzo e ultimo convoglio che lascia Bergen-Belzen nella notte tra il 10 e l'11 aprile 1945, a pochi giorni dalla liberazione del campo. Sono circa 2500 gli ebrei a bordo di quello che sarà conosciuto come il "treno fantasma" che diretto a Theresienstadt per settimane vagherà senza meta precisa in Germania, nel vano tentativo di trovare un passaggio nei territori non ancora occupati dagli Alleati, spingendosi sempre più a est fino ad essere liberato dalle truppe sovietiche nei pressi della cittadina tedesca di Tröbitz. È lo stesso trasporto di cui si parla anche nel libro autobiografico (Anni d'infanzia. Un bambino nei lager), scritto da Jona Oberski nel 1978, e nell'adattamento cinematografico (Jona che visse nella balena) diretto da Roberto Faenza nel 1993. Il viaggio è un'esperienza durissima; Jacques e la sorellina si ammalano di tifo, ma l'intera famiglia sopravvive. Il 23 giugno possono fare ritorno in Francia dove si riuniscono al padre. 
Nel dopoguerra Jacques comincia a lavorare giovanissimo sin dal 1947, prima in una sartoria poi come parrucchiere, mestiere che eserciterà per il resto della sua vita. Assume legalmente il cognome "Saurel".
Nel 1994 è presente a Bergen-Belsen per l'inaugurazione del monumento in memoria dei prigionieri della "Stella d'oro" e ritrova molti dei suoi amici e compagni del tempo. Nel 2003 riceve la Legion d'onore dal governo francese. Nel 2006 pubblica un libro di memorie sulla sua esperienza di bambino dell'Olocausto: De Drancy à Bergen-Belsen, 1944-45. La sua testimonianza si unisce a quelle di Jona Oberski, Marion Blumenthal Lazan e Eddy Boas che con lui hanno condiviso da bambini l'esperienza della prigionia al campo di concentramento di Bergen-Belsen e della liberazione sul treno di Tröbitz.

## Autobiografia
- Jacques Saurel, "De Drancy à Bergen-Belsen, 1944-45", Le Manuscrit, 2006.

## Onorificenze
- Legion d'onore